# Parashiela beetsi
Parashiela beetsi är en snäckart. Parashiela beetsi ingår i släktet Parashiela och familjen Rissoidae. Inga underarter finns listade i Catalogue of Life.